# Pruszyn-Pieńki
Pruszyn-Pieńki – wieś w Polsce położona w województwie mazowieckim, w powiecie siedleckim, w gminie Siedlce. Ma status sołectwa. 
Przez wieś przebiega droga wojewódzka nr 698 (Siedlce – Łosice – Terespol) i droga powiatowa do Pruszynka.
Wierni Kościoła rzymskokatolickiego należą do parafii św. Mikołaja w Pruszynie.
W latach 1975–1998 miejscowość administracyjnie należała do województwa siedleckiego.